# یکی از روزهایشان
یکی از روزهایشان (به انگلیسی: One of Them Days) یک فیلم زوج هنری کمدی آمریکایی به کارگردانی لارنس لامونت و نویسندگی سیریتا سینگلتون با بازی کیکه پالمر و سیزا است. داستان فیلم دربارهٔ دو هم‌اتاقی است که کشف می‌کنند دوست پسر یکی از آن‌ها پول اجاره خانه را به باد داده است.
این فیلم در ابتدا قرار بود در ۲۴ ژانویه ۲۰۲۵ اکران شود. در ۲۴ اکتبر ۲۰۲۴، اولین پیش‌پرده رسمی فیلم منتشر شد، I در دسامبر ۲۰۲۴، اعلام شد که تاریخ انتشار به ۱۷ ژانویه ۲۰۲۵ منتقل شد.